# قائمة أطول المباني في ألماتي

## أطول المباني في ألماتي
قائمة المباني المكتملة التي تزيد عن 25 مترًا، بما في ذلك الأبراج والتفاصيل المعمارية.
| مرتبة | اسم                                          | الارتفاع (متر) (قدم) | طوابق | عام  |
| ----- | -------------------------------------------- | -------------------- | ----- | ---- |
| 1     | برج إسنتاي (ألماتي)                          | 161 (531)            | 38    | 2008 |
| 2     | نورلي تاو                                    | 108 (357)            | 28    | 2010 |
| 3     | فندق كازاخستان                               | 108 (355)            | 26    | 1977 |
| 4     | برج ألماتي                                   | 100 (328)            | 25    | 2008 |
| 5     | ميغا تاورز ألماتي 19                         | 96 (318)             | 25    | 2015 |
| 5     | ميغا تاورز ألماتي 19                         | 96 (318)             | 25    | 2014 |
| 5     | ميغا تاورز ألماتي 19                         | 96 (318)             | 22    | 2014 |
| 6     | برج ألماتي 3                                 | 84 (276)             | 22    | 2005 |
| 6     | برج ألماتي 4                                 | 84 (276)             | 22    | 2005 |
| 6     | برج ألماتي 5                                 | 84 (276)             | 22    | 2005 |
| 6     | برج ألماتي 6                                 | 84 (276)             | 22    | 2006 |
| 7     | جي دبليو ماريوت ريزيدنس 1                    | 68 (224)             | 21    | 2008 |
| 7     | جي دبليو ماريوت ريزيدنس 2                    | 68 (224)             | 21    | 2009 |
| 7     | جي دبليو ماريوت ريزيدنس 3                    | 68 (224)             | 21    | 2009 |
| 8     | ابراج سمال                                   | 56 (184)             | 12    | 2001 |
| 8     | مركز Esentai Park للياقة البدنية ونادي التنس | 30 (100)             | 4     | 2008 |
| 8     | مركز تسوق Esentai                            | 28 (93)              | 4     | 2009 |

## أبراج المراقبة والتلفزيون في ألماتي
| مرتبة | اسم        | الارتفاع (متر) | الحالة | عام  |
| ----- | ---------- | -------------- | ------ | ---- |
| 1     | برج ألماتي | 371            | مبني   | 1983 |

## الجدول الزمني لأطول المباني في ألماتي
| اسم                 | متر الارتفاع | قدم ارتفاع | طوابق | عام                   |
| ------------------- | ------------ | ---------- | ----- | --------------------- |
| فندق كازاخستان      | 108          | 355        | 26    | 1977-2008             |
| برج إسنتاي (ألماتي) | 161          | 531        | 38    | 2008 إلى الوقت الحاضر |